# The Problem with Apu
Pour plus de détails, voir Fiche technique et Distribution.
The Problem with Apu est un téléfilm documentaire américain réalisé par Michael Melamedoff et écrit par Hari Kondabolu et sorti en 2017.

## Fiche technique
- Titre original : The Problem with Apu
- Réalisation : Michael Melamedoff
- Scénario : Hari Kondabolu
- Photographie : Lara Aqel et Miguel Drake-McLaughlin
- Montage : Rebecca Beluk et Kristen Huntley
- Musique : Alex Fouquet et Derek Whitacre
- Producteur : Michael J. Cargill et Michael Melamedoff
  - Producteur délégué : Richard Allen-Turner, Michele Armour, Lesley Goldman, Isaac Horne, Hari Kondabolu, Marissa Ronca et Jon Thoday
- Sociétés de production : Avalon Television et Marobru Inc.
- Sociétés de distribution : truTV et HBO Max
- Pays d'origine :  États-Unis
- Langue originale : anglais
- Format : couleur
- Genre : Documentaire
- Durée : 49 minutes
- Dates de sortie : 
  - États-Unis : 18 novembre 2017

## Intervenant
- Hari Kondabolu
- Utkarsh Ambudkar
- Aziz Ansari
- W. Kamau Bell
- Samrat Chakrabarti
- Shilpa Dave
- Noureen DeWulf
- Whoopi Goldberg
- Dana Gould
- Sakina Jaffrey
- Aasif Mandvi
- Hasan Minhaj
- Vivek Murthy
- Ajay Naidu
- Aparna Nancherla
- John Ortved
- Maulik Pancholy
- Kal Penn
- Russell Peters
- John Powers
- Mallika Rao
- Rohitash Rao
- Sheetal Sheth